# NGC 953
NGC 953 est une galaxie elliptique située dans la constellation du Triangle. NGC 953 a été découverte par l'astronome prussien Heinrich Louis d'Arrest en 1865.

## Caractéristiques
Sa vitesse par rapport au fond diffus cosmologique est de 4 495 ± 31 km/s, ce qui correspond à une distance de Hubble de 66,3 ± 4,7 Mpc (∼216 millions d'al).
En raison d'une brillance de surface égale à 14,07 mag/am2, on peut qualifier NGC 953 de galaxie à faible brillance de surface (LSB en anglais pour low surface brightness). Les galaxies LSB sont des galaxies diffuses (D) avec une brillance de surface inférieure de moins d'une magnitude à celle du ciel nocturne ambiant.